# Shriek If You Know What I Did Last Friday the Thirteenth
Shriek If You Know What I Did Last Friday the Thirteenth is een Amerikaanse speelfilm uit 2000 onder regie van John Blanchard. De film is een parodie op het tienerhorrorgenre uit films als I Know What You Did Last Summer en Scream.

## Verhaal
Een groep populaire highschool studenten wordt gestalkt door een gemaskerde moordenaar. De journaliste Hagitha Utslay brengt verslag uit van de gebeurtenissen.

## Parodieën
De film bevat een aaneenschakeling van parodieën op een groot aantal films en series. Zo draagt de killer aanvankelijk een hockeymasker, als verwijzing naar Jason Voorhees in de Friday the 13th-films. Wanneer het masker door een brand echter smelt, neemt het de vorm aan van het masker dat we ook al zagen in de Scream-films. Naar verluidt zou de knappe held "Dawson Deary" een verwijzing zijn naar Dawson's Creek. Daarnaast zitten er in ieder geval ook verwijzingen in de film naar de film Teaching Mrs Tingle en de filmserie over de moordende pop Chucky.

## Rolverdeling
| Acteur                  | Personage                                |
| ----------------------- | ---------------------------------------- |
| Julie Benz              | Barbara Primesuspect                     |
| Harley Cross            | Dawson Deary                             |
| Majandra Delfino        | Martina Martinez                         |
| Simon Rex               | Slab O'Beef                              |
| Danny Strong            | Boner                                    |
| Coolio                  | Hoofd van de school                      |
| Aimee Graham            | Screw Frombehind                         |
| Shirley Jones           | Schoolzuster Kervorkian                  |
| Rose Marie              | Mevrouw Tingle                           |
| David Herman            | Dhr. Lowelle Buchanan                    |
| Tiffani Thiessen        | Hagitha 'Hag' Utslay, empTV-Reporter     |
| Tom Arnold              | Deputy Doughy Primesuspect               |
| Chris Palermo           | de moordenaar                            |
| Kim Greist              | Mrs. Peacock, Bulimia Falls HS Secretary |
| Steven Anthony Lawrence | Chuckie                                  |